# Phyllodromica znojkoi
Phyllodromica znojkoi es una especie de cucaracha del género Phyllodromica, familia Ectobiidae. Fue descrita científicamente por Bey-Bienko en 1938.
Habita en Azerbaiyán y Turquía.